# Pepu Hernández
José Vicente Hernández Fernández (Madrid, 11 de febrero de 1958), más conocido como Pepu Hernández, es un exentrenador de baloncesto y político español. Fue seleccionador nacional de baloncesto de España (2006-2008), con la que se proclamó campeón mundial en 2006 y subcampeón continental en 2007.
En su carrera como entrenador de clubes, dirigió 498 partidos en Liga ACB, estando vinculado la mayor parte de su carrera al Estudiantes (1994-2005 y 2011-2012), y al otro gran club de cantera del país, Joventut (2010-2011).

## Biografía

### Primeros pasos
Nació el 11 de febrero de 1958 en Madrid.
Formado en el colegio Ramiro de Maeztu, al que ingresó sin tener particular interés por la práctica del baloncesto, desde los 8 años de edad participó en las categorías de formación del Club Baloncesto Estudiantes, desde alevines hasta juveniles. Se inició como entrenador a los 15 años, cuando aceptó la propuesta de Peio Cambronero de entrenar a un equipo de minibasket. Estudió la enseñanza preparatoria y el bachillerato en el Instituto Ramiro de Maeztu. Empezó la carrera de Ciencias de la Información en la Universidad Complutense de Madrid, y trabajó como becario en la cadena Ser. Decantado por el baloncesto, no llegó a concluir sus estudios de periodismo. Ha impartido numerosos cursos y "clinics" de baloncesto.

### Trayectoria como entrenador
Comenzó a entrenar en los equipos de la cantera de Estudiantes con 16 años, en 1974, entrenando sucesivamente a equipos de las categorías de alevines, infantiles, juveniles y juniors. Pasó al primer equipo como segundo entrenador en 1990, y en diciembre de 1994 tomaría el relevo de Miguel Ángel Martín como primer entrenador, puesto que ocuparía hasta finalizar la temporada 2004-2005 (salvo en la temporada 2001-2002, cuando fue sustituido durante unos meses por Carlos Saínz de Aja, asumiendo él en esa época la función de director deportivo). Durante ese periodo también fue el entrenador ayudante de Ignacio Pinedo en la selección española júnior.
En marzo de 2010 ficha por el Joventut de Badalona tras ser destituido Sito Alonso. Tras abandonar un año después el puesto de entrenador de este equipo, volvió al club con el que ha estado vinculado la mayor parte de su carrera, el Club Baloncesto Estudiantes, en el que permaneció hasta su retirada de los banquillos en 2012. Es con 498, el noveno entrenador con más partidos dirigidos en ACB. Le anteceden en la lista Aito García Reneses (1077), Pedro Martínez (en activo), Manel Comas (745), Luis Casimiro y Salva Maldonado (en activo ambos), Javier Imbroda (605), Gustavo Aranzana (584) y Alfred Julbe (542).

### Trayectoria como seleccionador
A principios de 2006, la Federación Española de Baloncesto le designó como seleccionador del equipo español. La preparación para el Mundial fue un éxito lleno de victorias. Así, España llegó al Mundial con la moral muy alta y como una de las candidatas a llegar lejos en el Mundial. Tras un gran partido de semifinales ante Argentina, el combinado español se presentó en la final contra Grecia.
Horas antes de la final del mundobasket, fallece su padre enfermo. Decide no comunicar este hecho a sus jugadores porque "nada debía alterar al equipo" de cara a la final.
En la celebración del título que se realizó en la plaza de Castilla de Madrid, dijo: "Os voy a decir una palabra. Y escuchadla bien, porque va a ser una palabra muy importante: ba-lon-ces-to.". Posteriormente, tras la recogida de su Premio Príncipe de Asturias a los Deportes en Oviedo dijo: "Baloncesto equivale a educación, generosidad, solidaridad, trabajo en equipo, talante y tolerancia. Son valores que preparan a un jugador para el futuro".
Habiendo anunciado que dejaría la selección española de baloncesto a la conclusión de su participación en los Juegos Olímpicos de Pekín 2008, fue destituido el 3 de junio de 2008 por el presidente de la Federación Española de Baloncesto, José Luis Sáez, alegando un conflicto de intereses, mientras que Pepu denunciaba que la destitución se produjo por motivos personales.
José Vicente Hernández Fernández dijo: "Aunque me han echado, yo estaré vinculado con la selección de España de Baloncesto masculino hasta la finalización de su participación en los Juegos Olímpicos Pekín 2008, nada más termine su participación yo buscaré un nuevo equipo importante que entrenar, tal vez un equipo importante de la NBA o ACB. Parte del título que consiga España en baloncesto masculino de los Juegos Olímpicos Pekín 2008 será mío pues yo logré como seleccionador la clasificación para estos Juegos Olímpicos".

### Actividad política
El 30 de enero de 2019 se anunció que competiría en las primarias del Partido Socialista Obrero Español (PSOE) para seleccionar al candidato propuesto por el partido para aspirar a la alcaldía de Madrid. Su precandidatura fue presentada formalmente el 3 de febrero en el madrileño Teatro de La Latina, arropado por la dirección del PSOE.
El histórico miembro del PSOE Manuel de la Rocha, el concejal Chema Dávila y la militante de base Marlis González también anunciaron sus intenciones de concurrir a las primarias a celebrar el 9 de marzo (si bien la última no presentó el número de avales mínimos para las primarias y quedó descartada). Hernández se impuso a Dávila y a de la Rocha en las primarias en la primera vuelta, sumando un 64,28 % de los votos.
Cabeza de lista de la candidatura del PSOE en las elecciones municipales del 26 de mayo de 2019, resultó elegido concejal del Ayuntamiento de Madrid. Dimitió del cargo en septiembre de 2021.

## Estadísticas
- 1974-1990: Estudiantes, entrenador en los equipos de la cantera, entrenando sucesivamente a equipos de las categorías de alevines, infantiles, juveniles y juniors.
- 1990-1994: Estudiantes, segundo entrenador.
- 1994-2001: Estudiantes, primer entrenador.
- 2001-2005: Estudiantes, primer entrenador.
- 2006-2008: Selección nacional, seleccionador.
- 2010-2011: Joventut, primer entrenador.
- 2011-2012: Estudiantes, primer entrenador.

## Palmarés
Selección española
- Medalla de oro en el Mundial 2006 en Japón.
- Medalla de plata en el Eurobasket 2007 en España.
- Clasificación para los Juegos Olímpicos de Pekín 2008.

Clubes
- Campeón de la Copa del Rey en 2000.
- Subcampeón de la Copa Korac 1998-1999.
- Subcampeón de Liga ACB temporada 2003-2004.
- Mejor entrenador de la temporada 2003-2004, en votación de la Asociación de Entrenadores de España.

Honores
- Hall of Fame del Baloncesto Español (2023)